# بوشعيب الأحرش
بوشعيب الأحرش هو حكم كرة قدم مغربي من مواليد 5 سبتمبر 1972 بمدينة تطوان. يعتبر من أفضل الحكام المغاربة لخبرته وقيادته لمباريات هامة قاريا.

## روابط خارجية
- بوشعيب الأحرش على موقع Soccerway.com (الإنجليزية)
- بوشعيب الأحرش على موقع الفيفا
- (بالإنجليزية) Profil de Bouchaïb El Ahrach sur worldreferee.com